# 虹 (合唱曲)
「虹」（にじ）は、森山直太朗・御徒町凧作詞作曲、信長貴富編曲の合唱曲。2006年の第73回NHK全国学校音楽コンクール中学校の部課題曲として、混声三部版と女声三部版が書き下ろされた。のちに、信長編曲による男声三部版も作られた。

## 概要
4分の4拍子、変ホ長調。曲のテンポは4分音符=最初は72、途中から76。ソリ（ソロ）がある。なお、曲中にはタイトルになっている「虹」という単語は1度しか出てこない。
NHKコンクール終了後も、全国の中学校で合唱コンクールなどで歌われている。
森山のアルバム『風待ち交差点』初回限定盤同梱ボーナスCDには、鹿児島県屋久島町立小瀬田中学校在校生による合唱（屋久島の別名「虹の島」にちなんだ趣向）をバックに森山自らがメインボーカルを担った「虹（屋久島ドメニカバージョン）」が収録されている。
また、『春うた2007』（2007年3月30日、NHK）にて森山の歌唱と合唱団によって歌われた。
『うたコン』（2024年3月5日、NHK総合放送）にて披露された。
同日、YouTube「森山直太朗のにっぽん百歌」にて　2022年度藤岡市立西中学校3年3組卒業生有志とのコラボ動画が公開された。

## 演奏披露
- 森山の歌唱としては春うた2007（2007年3月30日、NHK）のみ。その歌唱時に出演していた指揮者は松下耕、合唱団は下記の通り。
  - 東京都大妻中野中学校（合唱）
  - 北海道札幌市立真栄中学校（合唱）
  - 埼玉県栄東中学校（合唱）
  - 千葉県市川市立南行徳中学校（合唱）